# Torma Gábor
Torma Gábor (Dunaújváros, 1976. augusztus 1. –) magyar labdarúgó.

## Bundaügy
2012-ben a kirobbant fogadási csalásokkal kapcsolatban érintettnek találták, vádlottként hallgatták ki, mondván több ízben segédkezett mérkőzések eredményének manipulálásában. 2017. június 22-én a Fővárosi Ítélőtábla az ellene felhozott vádakat elévülés miatt ejtette.

## Statisztika

### Mérkőzései a válogatottban
| Magyarország | Magyarország        | Magyarország         | Magyarország  | Magyarország | Magyarország | Magyarország | Magyarország | Magyarország |
| #            | Dátum               | Helyszín             | Hazai         | Eredmény     | Vendég       | Kiírás       | Gólok        | Esemény      |
| ------------ | ------------------- | -------------------- | ------------- | ------------ | ------------ | ------------ | ------------ | ------------ |
| 1.           | 1996. június 1.     | Budapest, Népstadion | Magyarország  | 0 – 2        | Olaszország  | barátságos   | -            |              |
| 2.           | 1996. október 9.    | Oslo                 | Norvégia      | 3 – 0        | Magyarország | vb-selejtező | -            | 86'          |
| 3.           | 1996. november 10.  | Bakı                 | Azerbajdzsán  | 0 – 3        | Magyarország | vb-selejtező | -            | 63'          |
| 4.           | 1997. március 19.   | Valletta             | Málta         | 1 – 4        | Magyarország | barátságos   | -            | 53'          |
| 5.           | 1997. április 2.    | Budapest, Népstadion | Magyarország  | 1 – 3        | Ausztrália   | barátságos   | -            | 71'          |
| 6.           | 1997. augusztus 6.  | Siófok               | Magyarország  | 3 – 0        | Málta        | barátságos   | -            | 45'          |
| 7.           | 1997. szeptember 6. | Varsó                | Lengyelország | 1 – 0        | Magyarország | barátságos   | -            |              |
|              | Összesen            |                      |               | 7            | mérkőzés     |              | 0            | gól          |